# Organizace turkických států
Organizace turkických států (turecky Türk Devletleri Teşkilatı, ázerbájdžánsky Türk Dövlətləri Təşkilatı, kazašsky Түрік Мемлекеттері ұйымы, kyrgyzsky Түрк мамлекеттери уюмунун, uzbecky Turk Davlatlari Tashkiloti a turkmensky Türk döwletleri guramasy) je mezinárodní organizace sdružující nezávislé turkické státy. Byla založena 3. října 2009 v Nachičevanu podepsáním smlouvy Ázerbájdžánem, Kazachstánem, Kyrgyzstánem a Tureckem původně jako Rada pro spolupráci turkickojazyčných států. Od roku 2019 přibyl mezi její členy Uzbekistán. Status pozorovatele má od roku 2018 Maďarsko a od roku 2021 Turkmenistán. Na svém osmém setkání v Istanbulu v roce 2021 změnila název na Organizace turkických států.
Slouží i jako zastřešující organizace pro již existující formy spolupráce, mezi které patří:
- Mezinárodní organizace turkické kultury se sídlem v Ankaře
- Parlamentní shromáždění turkických zemí se sídlem v Baku
- Akademie turkických států se sídlem v Astaně